# Спрингфилд, Рик
Ри́чард Лью́ис Спри́нгторп (англ. Richard Lewis Springthorpe; 23 августа 1949, Сидней, Новый Южный Уэльс, Австралия), более известный под сценическим псевдонимом Рик Спри́нгфилд (англ. Rick Springfield) — австралийский и американский рок-музыкант, продюсер и актёр. Начиная как участник рок-группы Zoot, в 1972 году он начал сольную карьеру и добился значительного коммерческого успеха. Также добился успеха в качестве актёра кино и телевидения, играя как главные, так и второстепенные роли.

## Биография
Ричард Льюис Спрингторп родился 23 августа 1949 года в семье полковника австралийской армии, в начале 1960-х годов жил с семьёй в Англии, где и заинтересовался музыкой. Когда семья Рика переехала в Австралию, он стал играть на гитаре и фортепиано в различных клубах Мельбурна, а в 1964 году стал гитаристом любительской группы The Jordy Boys. В конце 1960-х и начале 1970-х годов Спрингфилд входил в состав таких австралийских групп как Rock House, MPD Band и Zoot. С последней группой он создал несколько хитов, среди которых наибольшую известность получила его собственная композиция «Speak To The Sky».
В 1972 году музыкант переехал в США, где стал кумиром подростков. Новая версия «Speak То The Sky» в том же году попала в американский Тор 20, однако дальнейшей карьере Спрингфилда целых два года мешали споры по поводу контракта, которые окончательно разрешились в пользу фирмы Chelsea Beca Фарелли. В записи альбоме Wait For The Night, которым певец дебютировал на новой фирме, участвовали музыканты из ритм-секции группы Элтона Джона: Ди Меррей — бас и Найджел Олссон — ударные. Однако вскоре после записи пластинки фирма Chelsea обанкротилась, а Спрингфилд занялся актёрской карьерой.
Популярность в кинематографе принесла Спрингфилду в 1980 году контракт с фирмой RCA, а вместе с этим и серию из хит-синглов «Jessie’s Girl», «I’ve Done Everything For You», «Don’t Talk To Strangers», «Affair Of The Heart» и «Human Touch». За ними в 1981 году последовал студийный альбом Working Class Dog, который стал первым в серии из четырёх альбомов, достигших в США платинового статуса.
Серия прервалась с выходом альбома Beautiful Feelings, который состоял из доработанных демо и был подготовлен RCA без участия Спрингфилда. В Billboard 200 альбом не попал, но при этом в топ-листы попал вошедший в него ремейк песни «Bruce» (оригинал 1978 года), в которой рассказывалось о последствиях путаницы относительно фамилий Рика Спрингфилда и Брюса Спрингстина. За этим последовал альбом Tao, который стал золотым. Однако вышедший за ним в 1988 году Rock of Life не имел успеха, и Спрингфилд разорвал контракт с RCA и вновь погрузился в кино.
В 1999 году Рик Спрингфилд вернулся в музыку с альбомом Karma, который достиг в чартах США лишь 189-го места. Следующий альбом shock/denial/anger/acceptance вышел в 2004 году и не попал в чарты. Схожая судьба постигла вышедший через год альбом кавер-версий The Day After Yesterday, который занял 197-е место в Америке и провёл там одну неделю.
В 2008 году вышел Venus in Overdrive, заглавный трек которого Спрингфилд посвятил своей жене. Альбом занял 28 место в чартах Америки и провёл там две недели, став наиболее успешным альбомом Спрингфилда за последние годы.
В 2012 вышел альбом Songs for the End of the World, занявший 44-е место в США. Ещё через четыре года вышел Rocket Science, занявший 69-е место.
В 2018 году вышел альбом The Snake King, который вновь не попал чарты. Звук был сделан более тяжёлым и блюз-ориентированным.
Через год вышел альбом Orchestrating My Life, состоявшийся из полуоркестральных ремейков старых хитов и новых песен той же стилизации. Альбом вновь не попал в чарты.

### Актёрская карьера
В начале своей карьеры актёра Спрингфилд снялся в эпизодах сериалов «Досье детектива Рокфорда», «Чудо-женщина» и других. Его первой регулярной ролью на телевидении стал доктор Ной Дрейк в мыльной опере «Главный госпиталь», в котором он снимался на второстепенной основе в течение двух лет. В 2005 году он вернулся в сериал после 23 лет отсутствия ещё на три сезона и вновь эпизодически в 2013.
В 1984 году Спрингфилд снялся в роли рок-звезды в музыкальной комедии режиссёра Ларри Пирса Hard To Hold. Из этого фильма популярный хит «Love Somebody».
В 1989 году Спрингфилд сыграл заглавную роль в мистическом детективе «Ник Найт», который через два года стал прототипом телесериала «Рыцарь навсегда». В самом сериале роль Ника исполнил «Джерент Вин Дэйвис».
В 1990 году вышел телесериал «Живая мишень», основанный на одноимённых комиксах издательства DC Comics. Спрингфилд стал первым актёром в истории, сыгравшим главного героя этого комикса — телохранителя-хамелеона Кристофера Ченса. Сериал не пользовался успехом и был закрыт после 10 эпизодов, а Ченс почти на два десятилетия был забыт в кинематографе (следующий сериал-экранизация вышел только в 2010 году).
В 2009 году Рик Спрингфилд принял участие в съёмках третьего сезона сериала Californication, в котором сыграл гедоническую версию самого себя.
В 2014 году снялся в сериале «До смерти красива» в финальном, шестом сезоне, сыграв эпизодическую роль стареющего рок-музыканта Лиама Мэттьюса, который становится очередным клиентом главной героини и внезапно узнаёт, что неизлечимо болен.
В 2015 году вышел фильм с его участием «Рики и Флэш», где он сыграл любовный интерес героини Мерил Стрип.
В 2016 году снялся в 12 сезоне американского телесериала «Сверхъестественное» в роли стареющего рок-музыканта Винса Винсенте, ставшего новым сосудом Люцифера.
Эпизодическая роль в сериале «Голдберги» (6 сезон 3 серия, владелец караоке-клуба).
В 2017 году снялся в одной из серий седьмого сезона сериала «Американская история ужасов» в роли Пастора Чарльза.

### Признание
В 2012 году стал победителем Бостонского кинофестиваля в номинации «Лучшая музыка» за биографический фильм An Affair of the Heart.
9 мая 2014 года получил звезду на Голливудской аллее славы за вклад в индустрию звукозаписи.

### Личная жизнь
В 1984 году Рик Спрингфилд женился на Барбаре Портер, с которой познакомился в 1981 году во время записи альбома Working Class Dog — девушка работала секретарём на студии звукозаписи.
У пары родилось двое сыновей — Лиам (1985) и Джошуа (1989).

## Дискография
- Beginnings (1972)
- Comic Book Heroes (1973)
- Mission: Magic! (1974)
- Wait for Night (1976)
- Working Class Dog (1981)
- Success Hasn't Spoiled Me Yet (1982)
- Living in Oz (1983)
- Hard to Hold (1984)
- Beautiful Feelings (1984)
- Tao (1985)
- Rock of Life (1988)
- Sahara Snow (1997)
- Karma (1999)
- Shock/Denial/Anger/Acceptance (2004)
- The Day After Yesterday (2005)
- Christmas with You (2007)
- Venus in Overdrive (2008)
- My Precious Little One: Lullabies for a New Generation (2009)
- From The Vault (2010)
- Songs for the End of the World (2012)
- Rocket Science (2016)
- The Snake King (2018)
- Orchestrating My Life (2019)